# Pescara Calcio 1989-1990
Questa voce raccoglie le informazioni riguardanti il Pescara Calcio nelle competizioni ufficiali della stagione 1989-1990.

## Stagione
Nella stagione 1989-1990 il Pescara disputa il campionato di Serie B, raccoglie 39 punti ottenendo l'ottavo posto. Restano in rosa anche nel campionato cadetto i due brasiliani Edmar e Tita ma giocano molto poco, mentre si cambia nell'area tecnica. La stagione inizia con Ilario Castagner in panchina, e con un buon approccio nella Coppa Italia che nei primi due turni è ad eliminazione diretta, riducendo in due turni le partecipanti da 48 a 12, il Pescara elimina nel primo turno la Sambenedettese, nel secondo turno elimina il Lecce (5-2) dopo i calci di rigore. Mentre in campionato la partenza è più complicata, si inizia con una vittoria, poi arrivano alcune sconfitte, tra le quali il (7-0) subito a Torino, che convincono il presidente ad affidare la squadra biancoazzurra a Edoardo Reja, il girone di andata si chiude al quarto posto con 23 punti. A gennaio in Coppa Italia, nel girone D di qualificazione alle semifinali, arrivano due sconfitte con Sampdoria e Juventus, mentre in campionato il girone di ritorno porta poche soddisfazioni, con un netto cedimento alla distanza.

## Rosa
| N. |                    | Ruolo | Calciatore           |
| -- | ------------------ | ----- | -------------------- |
|    | Italia (bandiera)  | D     | Salvatore Alfieri    |
|    | Italia (bandiera)  | C     | Michele Armenise     |
|    | Italia (bandiera)  | C     | Francesco Barbabella |
|    | Italia (bandiera)  | D     | Roberto Bruno        |
|    | Italia (bandiera)  | C     | Luigi Caffarelli     |
|    | Italia (bandiera)  | D     | Andrea Camplone      |
|    | Italia (bandiera)  | D     | Giorgio De Trizio    |
|    | Italia (bandiera)  | D     | Giacomo Dicara       |
|    | Brasile (bandiera) | A     | Edmar                |
|    | Italia (bandiera)  | C     | Stefano Ferretti     |
|    | Italia (bandiera)  | C     | Gian Piero Gasperini |

| N. |                    | Ruolo | Calciatore            |
| -- | ------------------ | ----- | --------------------- |
|    | Italia (bandiera)  | P     | Giuseppe Gatta        |
|    | Italia (bandiera)  | C     | Michele Gelsi         |
|    | Italia (bandiera)  | C     | Damiano Longhi        |
|    | Italia (bandiera)  | A     | Antonio Martorella    |
|    | Italia (bandiera)  | C     | Rocco Pagano          |
|    | Italia (bandiera)  | C     | Alessandro Quaggiotto |
|    | Italia (bandiera)  | A     | Antonio Rizzolo       |
|    | Brasile (bandiera) | C     | Tita                  |
|    | Italia (bandiera)  | A     | Pasquale Traini       |
|    | Italia (bandiera)  | P     | Giuseppe Zinetti      |

## Risultati

### Serie B

#### Girone di andata
| Arbitro: | Merlino (Torre del Greco) |

|                        |           |              |
| Rizzolo 11’ Pagano 31’ | Marcatori | 69’ Fioretti |

| Arbitro: | Trentalange (Torino) |

|           |           |  |
| Pizzi 56’ | Marcatori |  |

| Pescara 10 settembre 1989 3ª giornata | Pescara         | 0 – 0 referto | Padova | Stadio Adriatico\| Arbitro: \| Boggi (Salerno) \| |
| Arbitro:                              | Boggi (Salerno) |               |        |                                                   |

| Arbitro: | Frigerio (Milano) |

|                                                                  |           |  |
| Pacione 9’, 61’ Müller 24’, 90’ Rossi 26’ Škoro 45’ Policano 72’ | Marcatori |  |

| Arbitro: | Iori (Parma) |

|                           |           |  |
| L. De Rosa 81’ Celano 88’ | Marcatori |  |

| Arbitro: | Quartuccio (Torre Annunziata) |

|                |           |  |
| Martorella 76’ | Marcatori |  |

| Arbitro: | Scaramuzza (Mestre) |

|                  |           |             |
| Berlinghieri 30’ | Marcatori | 70’ Rizzolo |

| Arbitro: | Trentalange (Torino) |

|                         |           |            |
| Bruno 67’ Gasperini 87’ | Marcatori | 90’ Barone |

| Arbitro: | Bruni (Arezzo) |

|                      |           |  |
| Gasperini 42’ (rig.) | Marcatori |  |

| Arbitro: | Dal Forno (Ivrea) |

|              |           |            |
| De Trizio 6’ | Marcatori | 13’ Traini |

| Arbitro: | Guidi (Bologna) |

|                         |           |  |
| Traini 67’ Ferretti 80’ | Marcatori |  |

| Arbitro: | Rosica (Roma) |

|                           |           |            |
| Paciocco 14’ Simonini 55’ | Marcatori | 61’ Pagano |

| Arbitro: | Cardona (Milano) |

|           |           |  |
| Bruno 56’ | Marcatori |  |

| Arbitro: | Cornieti (Forlì) |

|                                                    |           |  |
| Longhi 19’ (aut.) Dicara 64’ (aut.) Piovanelli 88’ | Marcatori |  |

| Pescara 3 dicembre 1989 15ª giornata | Pescara         | 0 – 0 referto | Cagliari | Stadio Adriatico\| Arbitro: \| Magni (Bergamo) \| |
| Arbitro:                             | Magni (Bergamo) |               |          |                                                   |

| Arbitro: | Guidi (Bologna) |

|                               |           |  |
| Gasperini 14’ (aut.) Bivi 37’ | Marcatori |  |

| Arbitro: | Stafoggia (Pesaro) |

|                                                  |           |  |
| Traini 52’ Pagano 53’ Rizzolo 60’ Caffarelli 78’ | Marcatori |  |

| Arbitro: | Boemo (Cervignano del Friuli) |

|  |           |                |
|  | Marcatori | 88’ Caffarelli |

| Arbitro: | Ceccarini (Livorno) |

|                          |           |            |
| Traini 51’ Gasperini 53’ | Marcatori | 59’ Baiano |

#### Girone di ritorno
| Arbitro: | Monni (Sassari) |

|              |           |  |
| Vincenzi 67’ | Marcatori |  |

| Arbitro: | Quartuccio (Torre Annunziata) |

|                       |           |  |
| Pagano 35’ Traini 66’ | Marcatori |  |

| Arbitro: | Felicani (Bologna) |

|             |           |            |
| Maniero 82’ | Marcatori | 23’ Traini |

| Arbitro: | Bruni (Arezzo) |

|                  |           |  |
| Rizzolo 38’, 86’ | Marcatori |  |

| Arbitro: | Rosica (Roma) |

|                                |           |  |
| Gelsi 58’ Traini 74’ Bruni 85’ | Marcatori |  |

| Brescia 25 febbraio 1990 25ª giornata | Brescia                       | 0 – 0 referto | Pescara | Stadio Mario Rigamonti\| Arbitro: \| Quartuccio (Torre Annunziata) \| |
| Arbitro:                              | Quartuccio (Torre Annunziata) |               |         |                                                                       |

| Arbitro: | Arcangeli (Terni) |

|                           |           |  |
| Traini 58’ Caffarelli 81’ | Marcatori |  |

| Arbitro: | Frigerio (Milano) |

|                          |           |  |
| Fonte 8’, 79’ Barone 31’ | Marcatori |  |

| Arbitro: | Coppetelli (Tivoli) |

|  |           |            |
|  | Marcatori | 81’ Traini |

| Pescara 25 marzo 1990 29ª giornata | Pescara                   | 0 – 0 referto | Ancona | Stadio Adriatico\| Arbitro: \| Merlino (Torre del Greco) \| |
| Arbitro:                           | Merlino (Torre del Greco) |               |        |                                                             |

| Arbitro: | Boggi (Salerno) |

|                         |           |             |
| Lerda 34’ Trombetta 44’ | Marcatori | 56’ Rizzolo |

| Arbitro: | Trentalange (Torino) |

|                   |           |              |
| Traini 21’ (rig.) | Marcatori | 6’ Maranzano |

| Licata 22 aprile 1990 32ª giornata | Licata          | 0 – 0 referto | Pescara | Stadio Dino Liotta\| Arbitro: \| Nicchi (Arezzo) \| |
| Arbitro:                           | Nicchi (Arezzo) |               |         |                                                     |

| Arbitro: | Baldas (Trieste) |

|              |           |                                   |
| Camplone 36’ | Marcatori | 26’, 72’ Neri 69’, 83’ Piovanelli |

| Arbitro: | Coppetelli (Tivoli) |

|                          |           |  |
| Paolino 26’ Cappioli 75’ | Marcatori |  |

| Pescara 13 maggio 1990 35ª giornata | Pescara           | 0 – 0 referto | Monza | Stadio Adriatico\| Arbitro: \| Dal Forno (Ivrea) \| |
| Arbitro:                            | Dal Forno (Ivrea) |               |       |                                                     |

| Arbitro: | Cardona (Reggio Calabria) |

|             |           |  |
| Silenzi 64’ | Marcatori |  |

| Arbitro: | Iori (Parma) |

|  |           |           |
|  | Marcatori | 8’ Bressi |

| Arbitro: | Ceccarini (Livorno) |

|             |           |               |
| Cinello 11’ | Marcatori | 40’ Gasperini |

### Coppa Italia

#### Primo Turno
| Arbitro: | Bruni (Arezzo) |

|                           |           |             |
| Gasperini 27’ Rizzolo 33’ | Marcatori | 80’ Bagnoli |

#### Secondo Turno
| Arbitro: | Luci (Firenze) |

|                                    |                      |                           |
| Gasperini 76’                      | Marcatori            | 4’ Moriero                |
| Longhi Gasperini De Trizio Rizzolo | Tiri di rigore 4 – 1 | Righetti Barbas Benedetti |

#### Girone D
| Arbitro: | Dal Forno (Bassa Friuli) |

|                  |           |           |
| Mancini 20’, 82’ | Marcatori | 57’ Edmar |

| Arbitro: | Cornieti (Forlì) |

|  |           |             |
|  | Marcatori | 58’ Zavarov |

## Statistiche

### Statistiche di squadra
| Competizione | Punti  | In casa | In casa | In casa | In casa | In casa | In casa | In trasferta | In trasferta | In trasferta | In trasferta | In trasferta | In trasferta | Totale | Totale | Totale | Totale | Totale | Totale | DR |
| Competizione | Punti  | G       | V       | N       | P       | Gf      | Gs      | G            | V            | N            | P            | Gf           | Gs           | G      | V      | N      | P      | Gf     | Gs     | DR |
| ------------ | ------ | ------- | ------- | ------- | ------- | ------- | ------- | ------------ | ------------ | ------------ | ------------ | ------------ | ------------ | ------ | ------ | ------ | ------ | ------ | ------ | -- |
| Serie B      | 38     | 19      | 12      | 5       | 2       | 26      | 9       | 19           | 2            | 6            | 11           | 8            | 30           | 38     | 14     | 11     | 11     | 36     | 39     | -3 |
| Coppa Italia | Gironi | 3       | 1       | 1       | 1       | 3       | 3       | 1            | 0            | 0            | 1            | 1            | 2            | 4      | 1      | 1      | 2      | 4      | 5      | -1 |
| Totale       | 38     | 22      | 13      | 6       | 3       | 29      | 12      | 20           | 2            | 6            | 12           | 9            | 32           | 42     | 15     | 12     | 13     | 40     | 44     | -4 |

### Statistiche dei giocatori
| Giocatore     | Serie B  | Serie B | Serie B     | Serie B    | Coppa Italia | Coppa Italia | Coppa Italia | Coppa Italia | Totale   | Totale | Totale      | Totale     |
| Giocatore     | Presenze | Reti    | Ammonizioni | Espulsioni | Presenze     | Reti         | Ammonizioni  | Espulsioni   | Presenze | Reti   | Ammonizioni | Espulsioni |
| ------------- | -------- | ------- | ----------- | ---------- | ------------ | ------------ | ------------ | ------------ | -------- | ------ | ----------- | ---------- |
| S. Alfieri    | 5        | 0       | ?           | ?          | ?            | ?            | ?            | ?            | 5+       | 0+     | ?           | ?          |
| M. Armenise   | 26       | 0       | ?           | ?          | ?            | ?            | ?            | ?            | 26+      | 0+     | ?           | ?          |
| F. Barbabella | 1        | 0       | ?           | ?          | ?            | ?            | ?            | ?            | 1+       | 0+     | ?           | ?          |
| R. Bruno      | 32       | 3       | ?           | ?          | ?            | ?            | ?            | ?            | 32+      | 3+     | ?           | ?          |
| L. Caffarelli | 26       | 3       | ?           | ?          | ?            | ?            | ?            | ?            | 26+      | 3+     | ?           | ?          |
| A. Camplone   | 23       | 1       | ?           | ?          | ?            | ?            | ?            | ?            | 23+      | 1+     | ?           | ?          |
| G. De Trizio  | 33       | 0       | ?           | ?          | ?            | ?            | ?            | ?            | 33+      | 0+     | ?           | ?          |
| G. Dicara     | 23       | 0       | ?           | ?          | ?            | ?            | ?            | ?            | 23+      | 0+     | ?           | ?          |
| Edmar         | 8        | 0       | ?           | ?          | ?            | ?            | ?            | ?            | 8+       | 0+     | ?           | ?          |
| S. Ferretti   | 38       | 1       | ?           | ?          | ?            | ?            | ?            | ?            | 38+      | 1+     | ?           | ?          |
| G. Gasperini  | 31       | 4       | ?           | ?          | ?            | ?            | ?            | ?            | 31+      | 4+     | ?           | ?          |
| G. Gatta      | 8        | -12     | ?           | ?          | ?            | ?            | ?            | ?            | 8+       | -12+   | ?           | ?          |
| M. Gelsi      | 35       | 1       | ?           | ?          | ?            | ?            | ?            | ?            | 35+      | 1+     | ?           | ?          |
| D. Longhi     | 36       | 0       | ?           | ?          | ?            | ?            | ?            | ?            | 36+      | 0+     | ?           | ?          |
| A. Martorella | 19       | 1       | ?           | ?          | ?            | ?            | ?            | ?            | 19+      | 1+     | ?           | ?          |
| R. Pagano     | 32       | 4       | ?           | ?          | ?            | ?            | ?            | ?            | 32+      | 4+     | ?           | ?          |
| A. Quaggiotto | 18       | 0       | ?           | ?          | ?            | ?            | ?            | ?            | 18+      | 0+     | ?           | ?          |
| A. Rizzolo    | 32       | 6       | ?           | ?          | ?            | ?            | ?            | ?            | 32+      | 6+     | ?           | ?          |
| Tita          | 2        | 0       | ?           | ?          | ?            | ?            | ?            | ?            | 2+       | 0+     | ?           | ?          |
| P. Traini     | 29       | 10      | ?           | ?          | ?            | ?            | ?            | ?            | 29+      | 10+    | ?           | ?          |
| G. Zinetti    | 30       | -27     | ?           | ?          | ?            | ?            | ?            | ?            | 30+      | -27+   | ?           | ?          |